# Спортінг (Принсіпі)
«Спортінг Клубі ду Принсіпі» або просто «Спортінг» (Принсіпі) (порт. Sporting Clube do Príncipe) — професіональний футбольний клуб з острова Принсіпі, в Сан-Томе і Принсіпі.

## Історія
Клуб було засновано 6 лютого 1915 року, він є найстарішим клубом на острові та в країні загалом. «Батьківським» клубом Спортінга (Принсіпі) виступає лісабонський Спортінг, серед закордонних філіалів клубу Спортінг (Лісабон) команда з Принсіпі значиться під номером 183. Колір форми ідентичний лісабонському Спортінгу.
Команда нещодавно виграла два титули в національному чемпіонаті, в 2011 та 2012 роках, клуб став одинадцятим серед клубів, які виграли свій перший титул і сьомим серед клубів, що виграли свій другий титул у національному чемпіонаті. Їх перший національний кубок було здобуто в 2012 році, де вони перемогли Дешпортіву (Гвадалупе) з різницею в один м'яч.
Їх перша спроба перемогти в національному кубку провалилася, після поразки від клубу «6 ді Сетембру» з рахунком 2:1 в 2010 році.
«Спортінг (Принсіпі)» вперше взяв участь у Лізі чемпіонів КАФ 2013 року, де вони поступилися клубу Енугу Рейнджерс у попередньому раунді.

## Досягнення
- Чемпіонат Сан-Томе і Принсіпі: 2 перемоги

2011, 2012
- Кубок Сан-Томе і Принсіпі: 1 перемога

переможець — 2012
фіналіст — 2010
- Чемпіонат острова Принсіпі: 2 перемоги:

2011, 2012
- Кубок Принсіпі: 3 перемоги

2009, 2012, 2014

## Виступи в континентальних турнірах під егідою КАФ
- Ліга чемпіонів КАФ: 1 виступ

2013 – Попередній раунд
 Енугу Рейнджерс